# 天聡

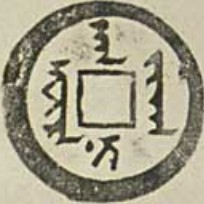
sūre han ni jiha（左、上、下、右の順）

天聡（てんそう、満洲語：ᠰᡠᡵᡝ
ᡥᠠᠨ、転写：sure han、ᠰᡡᡵᠠ
ᡴᠠᠨ、sūre han、ᠠᠪᡴᠠᡳ
ᠰᡠᠷᡝ、転写：abkai sure）は、後金のホンタイジ（太宗）の治世の前半に使われた元号。1627年 - 1636年。
なお、後世になってからホンタイジの在位紀年に命名したものだとする説もある。

## 出来事
- 元年：李氏朝鮮を制圧。
- 9年：チャハル部を制圧し、北元の国璽を入手（北元の滅亡）。
- 10年：ホンタイジが皇帝に即位。国号を清とし、崇徳と改元。

## 西暦との対照表
| 天聡 | 元年   | 2年    | 3年    | 4年    | 5年    | 6年    | 7年    | 8年    | 9年    | 10年   |
| 西暦 | 1627年 | 1628年 | 1629年 | 1630年 | 1631年 | 1632年 | 1633年 | 1634年 | 1635年 | 1636年 |
| 干支 | 丁卯   | 戊辰   | 己巳   | 庚午   | 辛未   | 壬申   | 癸酉   | 甲戌   | 乙亥   | 丙子   |

## 他年号との対照表
| 天聡 | 元年  | 2年    | 3年   | 4年   | 5年   | 6年   | 7年   | 8年   | 9年   | 10年  |
| 明   | 天啓7 | 崇禎元 | 崇禎2 | 崇禎3 | 崇禎4 | 崇禎5 | 崇禎6 | 崇禎7 | 崇禎8 | 崇禎9 |